# Episodi di Tales of Wells Fargo (seconda stagione)
La seconda stagione della serie televisiva Tales of Wells Fargo è andata in onda negli Stati Uniti dal 9 settembre 1957 al 26 maggio 1958 sulla NBC.
| nº | Titolo originale       | Prima TV USA      |
| -- | ---------------------- | ----------------- |
| 1  | Belle Star             | 9 settembre 1957  |
| 2  | Two Cartridges         | 16 settembre 1957 |
| 3  | Apache Gold            | 23 settembre 1957 |
| 4  | John Wesley Hardin     | 30 settembre 1957 |
| 5  | The Target             | 7 ottobre 1957    |
| 6  | The Feud               | 14 ottobre 1957   |
| 7  | Billy the Kid          | 21 ottobre 1957   |
| 8  | The Auction            | 28 ottobre 1957   |
| 9  | Hank (Chips)           | 4 novembre 1957   |
| 10 | Man in the Box         | 11 novembre 1957  |
| 11 | The Kid                | 18 novembre 1957  |
| 12 | The Barbary Coast      | 25 novembre 1957  |
| 13 | Ride with a Killer     | 2 dicembre 1957   |
| 14 | The Inscrutable Man    | 9 dicembre 1957   |
| 15 | The General            | 16 dicembre 1957  |
| 16 | Laredo                 | 23 dicembre 1957  |
| 17 | The Witness            | 30 dicembre 1957  |
| 18 | Doc Bell               | 7 gennaio 1958    |
| 19 | Stage West             | 13 gennaio 1958   |
| 20 | Hoss Tamer             | 20 gennaio 1958   |
| 21 | Hide Jumpers           | 27 gennaio 1958   |
| 22 | The Walking Mountain   | 3 febbraio 1958   |
| 23 | Bill Longley           | 10 febbraio 1958  |
| 24 | The Prisoner           | 17 febbraio 1958  |
| 25 | Dr. Alice              | 23 febbraio 1958  |
| 26 | The Sooners            | 3 marzo 1958      |
| 27 | Alias Jim Hardie       | 10 marzo 1958     |
| 28 | The Johnny Ringo Story | 17 marzo 1958     |
| 29 | The Newspaper          | 24 marzo 1958     |
| 30 | Special Delivery       | 31 marzo 1958     |
| 31 | Deadwood               | 7 aprile 1958     |
| 32 | The Gun                | 14 aprile 1958    |
| 33 | The Reward             | 21 aprile 1958    |
| 34 | The Pickpocket         | 28 aprile 1958    |
| 35 | Scapegoat              | 5 maggio 1958     |
| 36 | The Renegade           | 12 maggio 1958    |
| 37 | The Break              | 19 maggio 1958    |
| 38 | The Sniper             | 26 maggio 1958    |

## Belle Star
- Prima televisiva: 9 settembre 1957

### Trama
- Guest star: Jeanne Cooper (Belle Starr), George Keymas (Blue Duck), Edmund Hashim (Jim July), Harry Ivans (conducente)

## Two Cartridges
- Prima televisiva: 16 settembre 1957
- Diretto da: James Neilson

### Trama
- Guest star: Jim Davis (Al Porter), James Burke (Billy Knapp), Harry Harvey (McHale), Ross Evans (Farraday), Tom McDonough (Buck), Kit Carson (Jake)

## Apache Gold
- Prima televisiva: 23 settembre 1957

### Trama
- Guest star: John Dennis (Cartwright), John Litel (Schaefer), Myron Healey (Karl Knudson)

## John Wesley Hardin
- Prima televisiva: 30 settembre 1957

### Trama
- Guest star: Lyle Bettger (John Wesley Hardin), Frank Ferguson (sceriffo Tate), Robert Foulk (Sam Adams), Dick Forester (Henry Lambert)

## The Target
- Prima televisiva: 7 ottobre 1957

### Trama
- Guest star: Barton MacLane (vecchio Clanton), Paul Henderson (Ike Clanton), Eilene Janssen (Jenny)

## The Feud
- Prima televisiva: 14 ottobre 1957

### Trama
- Guest star: Don Haggerty (Will), House Peters, Jr. (John), Ted de Corsia (Blake), Jackie Blanchard (Martha), King Donovan (Sam)

## Billy the Kid
- Prima televisiva: 21 ottobre 1957
- Diretto da: Earl Bellamy
- Scritto da: Frank Gruber

### Trama
- Guest star: Robert Vaughn (Billy the Kid), Addison Richards (Wallace), Aline Towne

## The Auction
- Prima televisiva: 28 ottobre 1957

### Trama
- Guest star: Edgar Buchanan (Dawson), Margaret Stewart (Vivian)

## Hank (Chips)
- Prima televisiva: 4 novembre 1957
- Diretto da: Earl Bellamy
- Scritto da: Steve Fisher

### Trama
- Guest star: Gregg Palmer (Anderson), Penny Edwards (Sally), Don Biddle (Hill), Craig Duncan, Alan Wells

## Man in the Box
- Prima televisiva: 11 novembre 1957
- Diretto da: Earl Bellamy
- Scritto da: Lewis R. Foster

### Trama
- Guest star: Beverly Wells (Sissy Stillwell), Bobby Jordan (Sonny Stillwell), Lane Bradford (Frank Benson), Sheb Wooley (Lenny), Nelson Case (Ben White)

## The Kid
- Prima televisiva: 18 novembre 1957

### Trama
- Guest star: Michael Landon (Tad Cameron), John Pickard (sceriffo Lyons), Eilene Janssen (Julie Taylor), Monte Blue (Howie Taylor)

## The Barbary Coast
- Prima televisiva: 25 novembre 1957
- Diretto da: Earl Bellamy
- Scritto da: William F. Leicester

### Trama
- Guest star: Paul Newlan, Jean Willes, Robert Swan, Frank Albertson, George Berkeley, Charles Tannen, Mary Newton, Russell Thorson, Tex Terry, Kit Carson

## Ride with a Killer
- Prima televisiva: 2 dicembre 1957
- Diretto da: Earl Bellamy
- Soggetto di: Verne Athanas

### Trama
- Guest star: Lane Bradford (Merle Workman), Claudia Barrett (Emily Handsfelt), Bobby Jordan (Ernie Handsfelt), Bob Woodward (Ben)

## The Inscrutable Man
- Prima televisiva: 9 dicembre 1957
- Diretto da: Earl Bellamy
- Soggetto di: Ernest Haycox

### Trama
- Guest star: Carolyn Craig (Glory Harper), Will J. White (Jeff McKay), Barry Kelley (Bill Bolliver), Kathleen Mulqueen (Mrs. Harper), Fay Roope (Harper), Robert Roark (Hale Cameron), Morgan Shaan (Dan Cameron)

## The General
- Prima televisiva: 16 dicembre 1957
- Diretto da: Earl Bellamy
- Scritto da: Lee Loeb

### Trama
- Guest star: Paul Fix (generale), Whit Bissell (Jennings), Jane Nigh (Anne), George Milan

## Laredo
- Prima televisiva: 23 dicembre 1957

### Trama
- Guest star: Rodolfo Hoyos, Jr. (Armand), Louis Zito (Ed Flavin), Robert Bice (Morley), Carlos Vera (Pepito)

## The Witness
- Prima televisiva: 30 dicembre 1957
- Diretto da: Earl Bellamy
- Scritto da: William F. Leicester
- Soggetto di: Joel Murcott

### Trama
- Guest star: William Henry (Frank Copeland), Tyler McVey (Jed Copeland), Gloria Henry (Sharon Burns), Paul Engle (Billy Burns), Will Wright (Tom Clemons), William Tannen (Jake), Gregg Martell (Ed Franklin), J. Pat O'Malley (Doc Murchison)

## Doc Bell
- Prima televisiva: 7 gennaio 1958
- Diretto da: Earl Bellamy

### Trama
- Guest star: Edward Platt (Doc Bell), Jim Bannon (Curly), Richard Reeves (Tibbs)

## Stage West
- Prima televisiva: 13 gennaio 1958

### Trama
- Guest star: Darlene Fields (Ellen Lamson), Stafford Repp (Gerson), John Cason (Brady), Craig Duncan (Colton), Mauritz Hugo (Ivo)

## Hoss Tamer
- Prima televisiva: 20 gennaio 1958
- Diretto da: Earl Bellamy
- Scritto da: Frank Gruber

### Trama
- Guest star: Chuck Courtney (Tim Farland), Walter Coy (Dude Randall), Charles Wagenheim (Binks)

## Hide Jumpers
- Prima televisiva: 27 gennaio 1958
- Scritto da: William R. Cox

### Trama
- Guest star: James Gavin (Billy Thompson), Guy Wilkerson (Fresno Keeley), Don Megowan (Ben Thompson)

## The Walking Mountain
- Prima televisiva: 3 febbraio 1958
- Diretto da: Sidney Salkow
- Soggetto di: John Solon

### Trama
- Guest star:

## Bill Longley
- Prima televisiva: 10 febbraio 1958
- Diretto da: Earl Bellamy
- Scritto da: Clark Reynolds, Martin Berkeley

### Trama
- Guest star: Steve McQueen (Bill Longley), Jacqueline Holt (Marge), Steve Rowland (Jeff Evans), Ken Christy (Milt Jones)

## The Prisoner
- Prima televisiva: 17 febbraio 1958
- Diretto da: Earl Bellamy
- Scritto da: Steve Fisher

### Trama
- Guest star: Harvey Stephens (Senator), Edgar Buchanan (Bob Dawson), Robert Armstrong (Red), Norman Willis (Terrill), Clarence Straight (Carter), Keith Richards (Curly)

## Dr. Alice
- Prima televisiva: 23 febbraio 1958
- Diretto da: Earl Bellamy
- Scritto da: Martin Berkeley

### Trama
- Guest star: Diane Brewster (dottor Alice McCauley), Richard Devon (Bolton), Boyd Stockman (conducente), Ward Wood (Nate), Sandy Sanders (Ben)

## The Sooners
- Prima televisiva: 3 marzo 1958

### Trama
- Guest star: Jeff Daley (Ken Hunter), Eddie Coch (Darby), Ed Hinton (colonnello), Joey Ashley (Hergan)

## Alias Jim Hardie
- Prima televisiva: 10 marzo 1958
- Diretto da: Earl Bellamy

### Trama
- Guest star: Kent Taylor (Quirt Johnson), Rush Williams (Lee Shirley), Terry Frost (Bill Manton), Lionel Ames (Cliff Harmon), Phyllis Coates (Pat Denton), Paul Keast (sceriffo Carlson)

## The Johnny Ringo Story
- Prima televisiva: 17 marzo 1958

### Trama
- Guest star: Paul Richards (Johnny Ringo), June Kirby (Ruth)

## The Newspaper
- Prima televisiva: 24 marzo 1958
- Diretto da: Earl Bellamy
- Scritto da: Steve Fisher

### Trama
- Guest star: Claire DuBrey (Effie Sutton), Sue George (Sue Sayers), Tyler MacDuff (Cleve Hepburn), Carlyle Mitchell (John Sayers), Robert Osterloh (Tom Sutton)

## Special Delivery
- Prima televisiva: 31 marzo 1958

### Trama
- Guest star: Robert Lowery (maggiore Keel), Bing Russell (capitano Maynard), Jason Johnson (Keener), Rachel Ames (Maud Kimball), Clark Howat (Mace Kimball), Ken Mayer (Stelman), Steven Ritch (Long Knife), Fred Sherman (Cummings), Frank Hagney (Hostler)

## Deadwood
- Prima televisiva: 7 aprile 1958

### Trama
- Guest star: Mari Aldon (Beth Hollister), Richard Crane (Billy Reno), Roy Barcroft (sceriffo), Stewart Bradley (Stevens), Fred Graham (Craig), Robert Hinkle (Mac), Kit Carson (Morgan)

## The Gun
- Prima televisiva: 14 aprile 1958

### Trama
- Guest star: Jeanette Nolan (Mrs. Borkman), Laurie Carroll (Laurie Borkman), Clay Randolph (Matt Borkman), Morgan Shaan (Colby)

## The Reward
- Prima televisiva: 21 aprile 1958

### Trama
- Guest star: Allan "Rocky" Lane (Chet), Marcia Henderson (June), Otto Waldis (Hank), Charles Tannen (Gus), Hank Worden (Sam), Bill Catching (Chorlis), Earl Sands (Pete)

## The Pickpocket
- Prima televisiva: 28 aprile 1958
- Diretto da: Earl Bellamy
- Scritto da: D. D. Beauchamp

### Trama
- Guest star: Arthur Space (Hank Tyles), Ricky Klein (Stan Tyles), Paul Engle (Len Spears), Johnny Mack Brown (sceriffo Eaton), John Harmon (impiegato), Renny McEvoy (Lute), Carole Mathews (Lola), James Fairfax (Homer Pittman), Bruce Bennett (Clyde Bender), Jack Lomas (Duckbill)

## Scapegoat
- Prima televisiva: 5 maggio 1958
- Diretto da: Earl Bellamy
- Scritto da: William F. Leicester

### Trama
- Guest star: Ricky Klein (ragazzo), Kit Carson (barista), Herbert Lytton (Vic), Arthur Space (Hank Stiles), Herb Vigran (Spears), Paul Engle (Danny), Johnny Mack Brown (sceriffo Eaton), Bruce Bennett (Clyde Bender), Rickey Murray (ragazzo)

## The Renegade
- Prima televisiva: 12 maggio 1958

### Trama
- Guest star: John Anderson (Charles Mason), Walter Maslow (Judd), John Doucette (Shorty), Frank Gerstle (John Curtis)

## The Break
- Prima televisiva: 19 maggio 1958

### Trama
- Guest star: Jack V. Littlefield (Cal Turner), Richard Travis (Frank Woodson), Jack Ingram (Jake Norton), Michael Masters (Cass), Tom Monroe (Gill), Gene Roth (sceriffo Lund), Steve Terrell (Bud Sawyer)

## The Sniper
- Prima televisiva: 26 maggio 1958

### Trama
- Guest star: Robert Williams (Bob Benson), Harold Stone (Roy Dorcas), Shirley Whitney (Harriet), Olan Soule (Withers), William Tannen (Acey Deucie)